# Leucothyreus modestus
Leucothyreus modestus är en skalbaggsart som beskrevs av Blanchard 1851. Leucothyreus modestus ingår i släktet Leucothyreus och familjen Rutelidae. Inga underarter finns listade i Catalogue of Life.